# Baureihe 22
Baureihe 22 – niemiecka (NRD) lokomotywa parowa produkowana w latach 1958-1962. Zostały wyprodukowane w liczbie 85 sztuk. Były używane do prowadzenia pociągów osobowych.